# Ludwig Sebald Rühle von Lilienstern
Ludwig Sebald Rühle von Lilienstern (* 13. Mai 1763 in Herborn; † 1788 in Elmina (heutiges Ghana)) war ein Militär und kaufmännischer Assistent in holländischen Diensten.
Ludwig Sebald Rühle von Lilienstern wurde am 13. Mai 1763 in Herborn im damaligen Fürstentum Nassau-Oranien als Sohn des Hauptmanns Carl Christian Rühle von Lilienstern geboren. Sein Onkel, Sebald Rau, lehrte als Professor für orientalische Sprachen und Altertumskunde an der Universität zu Utrecht, was wohl Anlass war, dass Ludwig Sebald dort ein Studium aufnahm. Er brach er das Studium ab, wechselte kurzzeitignin den holländischen Militärdienst und trat als Dreiundzwanzigjähriger in die Dienste der Niederländischen Westindien-Kompanie (W.I.C.) und reiste als deren Angestellter an die westafrikanische Goldküste.
Unterstützung bei den Vorbereitungen hierfür fand Rühle bei einem Herrn Reytsma, dem er in Utrecht begegnet war. Auf dessen Vermittlung und in seiner Begleitung reiste er dann auch 1686 über Leiden und Delft nach Middelburg, von wo aus ihn ein Schiff an die Goldküste bringen sollte. Reytsma vermittelte Rühle an einen Herrn Fondel, einen Mann mit Afrika-Erfahrung, der Rühle mit Reisevorräten versorgte. Reytsma schoss das Geld für die Anschaffungen zwar vor, präsentierte aber Rühle eine bedrückende Rechnung, nachdem dieser als Kompanie-Assistent vereidigt worden war und zwei Monate Sold im Voraus erhalten hatte.

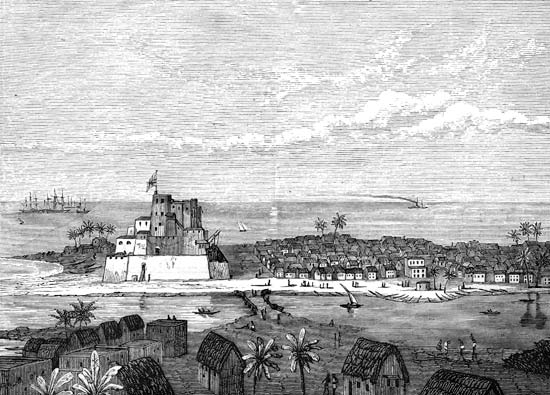
Die Festung Elmina im 19. Jahrhundert

Nach mehrmonatiger Verzögerung stach schließlich am 24. Oktober 1786 das Schiff „Die gute Hoffnung“ mit Rühle an Bord von Middelburg aus in Richtung Guineaküste in See. Am 2. Januar 1787 erreichte das Schiff Elmina.
Die Realität in Elmina war ernüchternd. Rühle bezog mit seinem Freund und Reisebegleiter, Hauptmann de Wespe, einen Raum, der für 16 Personen vorgesehen war. Sie aber waren die beiden einzigen hier. Kurz vor der Ankunft war der Kommandant gestorben, einige Tage danach starb sein Stellvertreter.
Die hohe Sterblichkeit auf der Festung war Resultat mangelhafter Versorgung und schlechter hygienischer Zustände. Nur einmal im Jahr schickte die Kompanie ein Schiff mit Lebensmitteln und Waren für den Bedarf ihrer Angestellten. Die meisten Lebensmittel dürften verdorben gewesen sein. Das Trinkwasser kam aus Zisternen, in denen es während der Regenzeit für die übrige Zeit des Jahres gesammelt wurde. Zudem hegten die meisten Europäern Vorurteile gegenüber der einheimischen Bevölkerung und den von ihr erzeugten Lebensmitteln. Auch Rühle äußerte sich geringschätzig über „das Brot der Neger“, das diese aus „Türkischem Weizen“ (Mais) herstellten.
Vier Wochen der Ankunft erkrankten Rühle und sein Stubengenosse von Wespe, am „Küstenfieber“, dem sie schließlich erlagen. Auf dem Rand des letzten Briefes, den Rühle in die Heimat an seinen Vater geschickt hatte, ist, wahrscheinlich vom Empfänger vermerkt: „Ist im August 1788 gestorben.“